# Galicisoma biltoni
Galicisoma biltoni es una especie de miriápodo cordeumátido de la familia Haplobainosomatidae endémica de Galicia (España).